# Apocrypta channingi
Apocrypta channingi är en stekelart som först beskrevs av Girault 1913.  Apocrypta channingi ingår i släktet Apocrypta och familjen fikonsteklar. Inga underarter finns listade i Catalogue of Life.